# Pseudacris ornata
Pseudacris ornata és una espècie de granota que es troba a Nord-amèrica, a la plana costanera de Carolina del Nord fins a Louisiana, als Estats Units, en sabanes arbrades amb pins.
Fa una longitud de només 3,5 cm, com a màxim, però fa un crit estrident i metàl·lic, potent, unes 80 vegades des per minut. Són d'hàbits nocturns i són difícils de veure fora de l'època d'aparellament.
La coloració depèn del lloc: n'hi ha de verdes, vermelles i marrons. Típicament tenen una banda trencada però definida o una sèrie de taques, que va del nas cap als costats. El ventre és blanc i normalment té taques grogues al davant de les potes del darrere.